# اولگ موتو
اولگ موتو (رومانیایی: Oleg Mutu؛ زادهٔ ۲۲ ژوئیهٔ ۱۹۷۲) فیلم‌بردار و تهیه‌کننده فیلم اهل مولداوی است.

## گزیدهٔ آثار
- دنباس (۲۰۱۸)
- یک موجود آرام (۲۰۱۷)
- ایالات متحده عشق (۲۰۱۶)
- در مه (۲۰۱۲)
- آن‌سوی تپه‌ها (۲۰۱۲)
- شادی من (۲۰۱۰)
- چهار ماه، سه هفته و دو روز (۲۰۰۷)
- مرگ آقای لازارسکو (۲۰۰۵)